# William Ellery Leonard

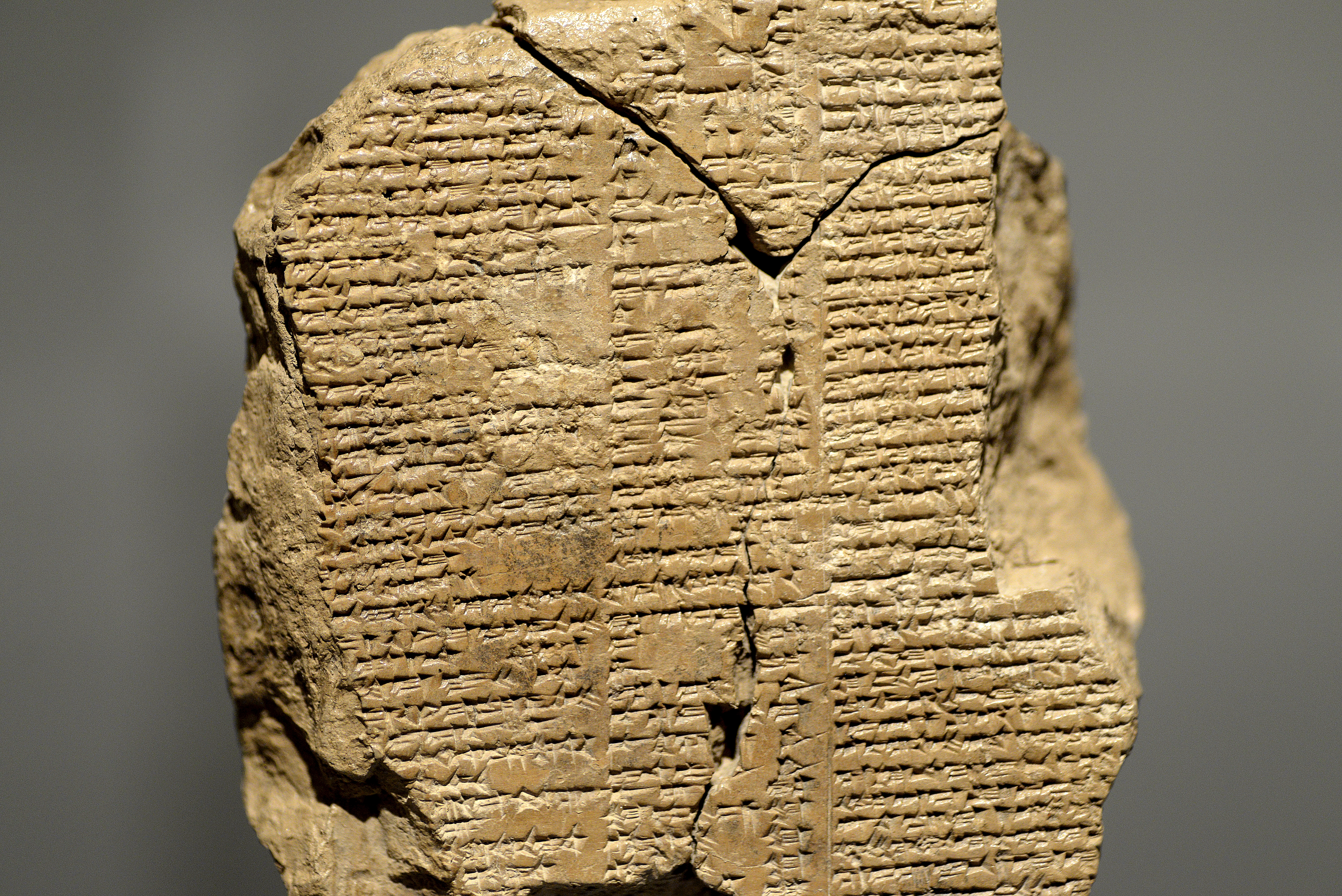
Oryginalny zapis eposu Gilgamesz

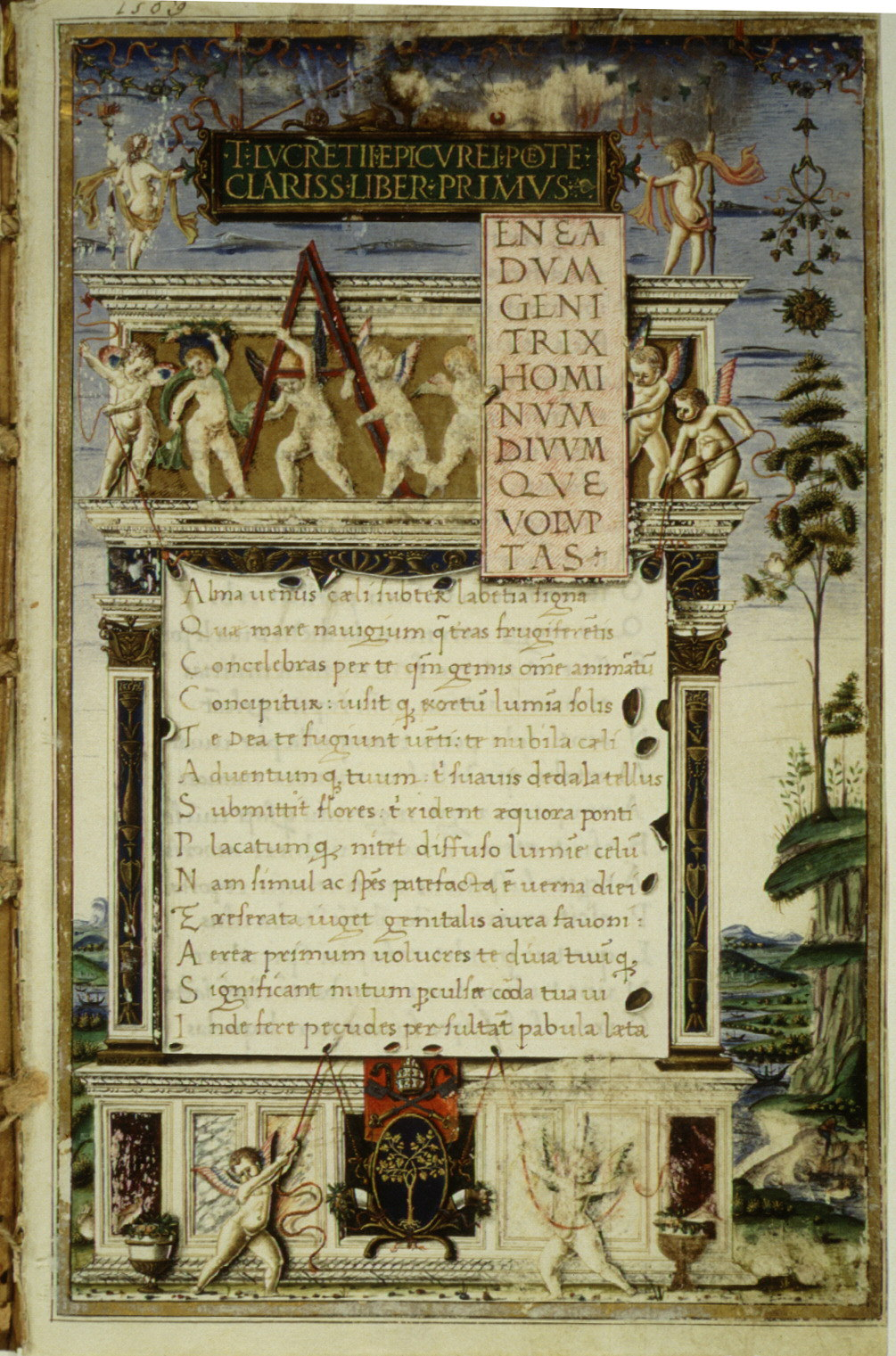
Renesansowa edycja poematu Lukrecjusza O naturze wszechrzeczy

William Ellery Channing Leonard (ur. 25 stycznia 1876 w Plainfield, zm. 2 maja 1944 w Madison) – amerykański filolog literaturoznawca, dramaturg, poeta i tłumacz.

## Życiorys
Urodził się 25 stycznia 1876 w Plainfield w stanie New Jersey. Swoje trzy imiona otrzymał po podziwianym przez rodziców prezbiteriańskim kaznodziei Williamie Ellerym Channingu. Ojciec poety, William James Leonard, był pastorem i wydawcą gazety. Kiedy pismo upadło, wrócił do posługi duchownego. William był wychowywany przez rodziców (matka, Martha Whitcomb Leonard, była przedszkolanką) aż do dziewiątego roku życia, kiedy poszedł do szkoły. Następnie studiował w College of Liberal Arts na Uniwersytecie w Bostonie. W 1899 debiutował wierszem Parson Moody’s Prayer. Kiedy dostał się na Uniwersytet w Bostonie, redagował uczelniane pismo University Beacon. W 1898 uzyskał bakalaureat, a po roku magisterium. W 1904 obronił doktorat poświęcony wpływowi poezji George’a Gordona Byrona na literaturę amerykańską w latach 1815-1860. W 1906 został wykładowcą na Uniwersytecie Wisconsin. Zmarł 2 maja 1944 w Madison w stanie Wisconsin w wieku 68 lat na atak serca.
William Ellery Leonard miał trzy żony. Pierwsza z nich, Charlotte, popełniła w 1910 samobójstwo po zaledwie rocznym pożyciu.
Przez całe właściwie życie cierpiał na nasilającą się z wiekiem agorafobię. Przypuszcza się, że impulsem, który wywołał to zaburzenie było zobaczenie w wieku dwóch lat rozpędzonej lokomotywy.

## Twórczość
Najważniejszym dziełem poetyckim Williama Ellery'ego Leonarda jest cykl sonetów Two Lives, opublikowany w 1925. Składa się on z 250 utworów i opowiada historię nieudanego małżeństwa. Oprócz tego poeta wydał między innymi tomiki Sonnets and Poems (1906), The Vaunt of Man; and Other Poems (1912) i The Lynching Bee, and Other Poems (1920). Był też aktywny jako tłumacz. Przełożył na język angielski poemat Lukrecjusza O naturze wszechrzeczy. Przetłumaczył też babiloński epos Gilgamesz. Poza tym wypowiadał się jako dramaturg. Napisał sztukę Glory of the Morning, wydaną w tomie Wisconsin Plays.
Stephen Vincent Benét, bardzo popularny w latach trzydziestych autor poematu epickiego John Brown’s Body, nazwał tomik Two Lives najlepszym amerykańskim utworem poetyckim XX wieku.